# Justine Kasa-Vubu
Justine M'Poyo Kasa-Vubu est née le 14 avril 1951 à Léopoldville / Kinshasa, présidente du Mouvement des démocrates congolais. Elle est la fille de Joseph Kasa-Vubu, premier président de la république démocratique du Congo. Elle a été candidate à l'élection présidentielle congolaise de juillet 2006,, sous l'étiquette du Mouvement des démocrates congolais, où elle a obtenu 0,44% des suffrages au premier tour.

## Biographie
Après la mort de son père et la prise du pouvoir par Mobutu Sese Seko,  elle s'exile avec le reste de sa famille en Algérie, puis en Suisse où elle termine ses études[Lesquelles ?]. Elle aboutira finalement en Belgique où elle obtient une licence en sciences sociales à l'université catholique de Louvain (UCLouvain). Son diplôme acquis, elle travaillera à Genève pour le Haut-Commissariat pour les Réfugiés (HCR) des Nations unies. Elle reviendra en  Belgique où elle poursuit ses travaux au Centre de recherche sur l'épidémiologie des désastres naturels (UCLouvain) et au Centre d'études africaines de l'université libre de Bruxelles. 
En 1991, elle adhère à l'Union pour la démocratie et le progrès social  (UDPS) d'Étienne Tshisekedi, le principal parti d'opposition à Joseph Mobutu. Le 22 mai 1997, elle est nommée ministre de la Fonction publique dans le premier gouvernement de Laurent-Désiré Kabila, sans avoir reçu l'assentiment de son propre parti. Elle ne gardera pas longtemps ce portefeuille puisque le président congolais la nomme  ambassadeur de la république démocratique du Congo en Belgique. Elle quittera ses fonctions à la suite de désaccords avec le président Laurent-Désiré Kabila.
En 2013, elle était membre du Mouvement des Démocrates congolais. Contrairement aux autres partis d'opposition elle était prête à s'entretenir avec Kabila.

## Œuvres
- Joseph Kasa-Vubu mon père : de la naissance d’une conscience nationale à l’indépendance, Bruxelles, s.n., 1985.
- Kasa-Vubu et le Congo indépendant (1960-1969), Bruxelles, LeCri, 1997.
- Douze mois chez Kabila, Bruxelles, Le Cri, 1999.
- Sommes-nous décolonisés?, Paris-Bruxelles, Castells – Labor, 2000.